# Sunday Afolabi
Sunday Afolabi (Ibadán, Estado Oyo, Nigeria, 10 de julio de 1999) es un futbolista nigeriano. Juega como mediocentro defensivo y actualmente es jugador libre.

## Trayectoria
Afolabi empezó jugando en su barrio en la ciudad de Ibadán, siendo su padre el que lo impulsó para que sea futbolista profesional. Tras un paso por las categorías menores del Crown, en marzo de 2017, Afolabi se convirtió en jugador del Osun United de la segunda división de Nigeria, conjunto donde fue dirigido por Duke Udi, ex-seleccionado nacional de Nigeria, haciendo su debut ese año.

### Rivers United
En enero de 2018 Afolabi llegó al primer equipo del Rivers United de la Liga Premier de Nigeria para afrontar la campaña 2018, la temporada debut de Afolabi en el fútbol de primera división. El 17 de enero de ese año jugó su primer partido con Rivers en la segunda jornada de la liga nigeriana frente a Plateau United, disputando el encuentro desde el arranque que culminó con derrota por 2-0. Disputó 8 partidos de liga durante el torneo que finalmente fue suspendido tras la jornada 24 por problemas administrativos.

### Universidad de San Martín
El 25 de enero de 2019, la Universidad de San Martín de la Primera División del Perú anunció el fichaje del volante nigeriano a través de sus redes sociales para afrontar la Liga 1 2019, convirtiéndose en uno de los refuerzos para la parte media del campo tras la salida de Koffi Dakoi que había sido clave en el equipo santo durante el Campeonato Descentralizado 2018 y volvía al fútbol mexicano. Afolabi firmó por tres años.
El 16 de febrero de 2019 debutó con San Martín en la primera fecha del campeonato que culminó 1-1 frente a UTC, jornada en la que arrancó como titular. El 24 de marzo, es decir cinco fechas después, anotó el primer gol de su carrera profesional dándole el triunfo a San Martín por 1-0 sobre Carlos A. Mannucci, tras asistencia de Oslimg Mora. Aunque tuvo mucha participación con el conjunto santo, no se quedó en el club para la temporada 2020.

## Vida personal
En entrevistas, Afolabi ha afirmado admirar el fútbol de los mediocentros John Obi Mikel, Yaya Touré y Sergio Busquets.

## Clubes y estadísticas
Actualizado el 26 de octubre de 2019.
| Rivers United Nigeria | 2018             | 1ª               | 8  | 0 | 0 | 0 | — | — | 8  | 0 |
| Rivers United Nigeria | Total club       | Total club       | 8  | 0 | 0 | 0 | 0 | 0 | 8  | 0 |
| Universidad de San Martín · Perú | 2019             | 1ª               | 26 | 2 | 4 | 0 | — | — | 30 | 2 |
| Universidad de San Martín · Perú | Total club       | Total club       | 26 | 2 | 4 | 0 | 0 | 0 | 30 | 2 |
| Total en carrera | Total en carrera | Total en carrera | 34 | 2 | 4 | 0 | 0 | 0 | 38 | 2 |
| (1)No se tienen datos de su participación en la Segunda División de Nigeria 2017. (2)No se tienen datos de su participación en la Copa de Nigeria 2017. Incluye datos de la Copa Bicentenario (2019). |                  |                  |    |   |   |   |   |   |    |   |